# Tachina compressa
Tachina compressa là một loài ruồi trong họ Tachinidae.